# Gizewo
Gizewo (deutsch Giesewen, 1938–1945 Giesenau) ist ein Dorf in der polnischen Woiwodschaft Ermland-Masuren. Es gehört zur Gmina Sorkwity (Landgemeinde Sorquitten) im Powiat Mrągowski (Kreis Sensburg).

## Geographische Lage
Gizewo liegt inmitten der Woiwodschaft Ermland-Masuren, 9 Kilometer nordwestlich der Kreisstadt Mrągowo (deutsch Sensburg).

## Geschichte

### Ortsgeschichte
Das nach 1774 Giessewen, nach 1785 Giesöwen, nach 1871 Gisewen und bis 1938 Giesewen genannte Dorf wurde 1573 gegründet. Von 1874 bis 1945 war es in den Amtsbezirk Burschewen (polnisch Burszewo) eingegliedert, der – 1938 in Amtsbezirk Prußhöfen umbenannt – zum Kreis Sensburg im Regierungsbezirk Gumbinnen (ab 1905 Regierungsbezirk Allenstein) in der preußischen Provinz Ostpreußen gehörte. 
Aufgrund der Bestimmungen des Versailler Vertrags stimmte die Bevölkerung im Abstimmungsgebiet Allenstein, zu dem Giesewen gehörte, am 11. Juli 1920 über die weitere staatliche Zugehörigkeit zu Ostpreußen (und damit zu Deutschland) oder den Anschluss an Polen ab. In Giesewen stimmten 440 Einwohner für den Verbleib bei Ostpreußen, auf Polen entfielen keine Stimmen.
Giesewen wurde am 3. Juni (amtlich bestätigt am 16. Juli) 1938 aus politisch-ideologischen Gründen der Abwehr fremdländisch erscheinender Ortsnamen in Giesenau umbenannt.
1945 kam Giesenau in Kriegsfolge mit dem gesamten südlichen Ostpreußen zu Polen und erhielt die polnische Namensform Gizewo. Heute ist es Sitz eines Schulzenamtes (polnisch Sołectwo) und als solches eine Ortschaft im Verbund der Landgemeinde Sorkwity (Sorquitten) im Powiat Mrągowski (Kreis Sensburg), bis 1998 der Woiwodschaft Olsztyn, seither der Woiwodschaft Ermland-Masuren zugehörig.

### Einwohnerzahlen
| Jahr | Anzahl |
| ---- | ------ |
| 1818 | 274    |
| 1838 | 473    |
| 1871 | 827    |
| 1885 | 765    |
| 1898 | 702    |
| 1905 | 614    |
| 1910 | 601    |
| 1933 | 481    |
| 1939 | 441    |
| 2011 | 312    |

## Kirche
Kirchlicherseits war Giesewen bzw. Giesenau bis 1945 nach Warpuhnen ausgerichtet und in die evangelische Kirche Warpuhnen in der Kirchenprovinz Ostpreußen der Evangelischen Kirche der Altpreußischen Union sowie in die katholische Kirche Warpuhnen im damaligen Bistum Ermland eingepfarrt. Der Bezug nach Warpuny ist auch heute gegeben: zur evangelischen Kirchengemeinde, die jetzt von der Pfarrei Sorkwity in der Diözese Masuren der Evangelisch-Augsburgischen Kirche in Polen betreut wird, sowie zur katholischen Pfarrei in Warpuny, dem jetzigen Erzbistum Ermland zugeordnet.

## Verkehr
Gizewo ist auf einer Nebenstraße zu erreichen, die von Warpuny (Warpuhnen) direkt in den Ort führt. Eine Anbindung an den Schienenverkehr besteht nicht.